# Robert Hofstadter
Robert Hofstadter (Nova Iorque, 5 de fevereiro de 1915 — Stanford, 17 de novembro de 1990) foi um físico nuclear, cientista e professor universitário estadunidense.
Foi laureado com o Nobel de Física de 1961, por estudos pioneiros do espalhamento do elétron em núcleos atômicos pelas descobertas sobre a estrutura dos núcleos.

## Biografia
Robert Hofstadter realizou o seu bacharel no College de Nova Iorque em 1935. Com o auxílio de uma bolsa de estudos, realizou o seu Ph.D na Universidade de Princeton, em 1938. Em 1948, descobriu que o iodeto de sódio, ativado com tálio, era um excelente cintilador. Posteriormente, cristais de iodeto de sódio ativados com tálio associados a sistemas fotomultiplicadores passaram a ser detectores importantes que permitiram um grande desenvolvimento da espectroscopia nuclear.
Em 1950, Hofstadter foi trabalhar na Universidade de Stanford, onde existia um acelerador linear de elétrons que tinha sido inventado por W. W. Hansen e se encontrava ainda em fase de construção. Ao ser concluído, Hofstadter passou a trabalhar nele com elétrons na energia de 100 MeV. Nas suas pesquisas, Hofstadter estudou os raios de núcleo leves, médios e pesados. Por esse trabalho, recebeu o Nobel de Física de 1961, juntamente com Rudolf Ludwig Mössbauer.
Hofstadter faleceu em Stanford, no dia 17 de novembro de 1990.